# Rivula limbata
Rivula limbata là một loài bướm đêm trong họ Erebidae.